# 中山成彬
中山成彬（1943年6月7日—），日本政治人物、財政官僚。曾擔任文部科學大臣（第5代・第6代）、國土交通大臣（第10代）、眾議院議員（7期）、次世代黨兩院議員總會長兼代議士會長等職務。

## 荣誉
- 旭日大绶章（2023年11月3日公布[1]）

## 外部連結
- 前衆議院議員 中山成彬（页面存档备份，存于）
- 中山なりあき (nakayamanariaki)的X（前Twitter）
- 中山 成彬的Facebook專頁
- 中山成彬（なかやま　なりあき）/Nariaki Nakayama【Official】的Facebook專頁
- YouTube上的中山成彬頻道

| 政党职务        | 政党职务                                 | 政党职务                 |
| --------------- | ---------------------------------------- | ------------------------ |
| 前任： （初代） | 次世代黨兩院議員總會長 2014年7月 - 12月  | 繼任： 江口克彦          |
| 前任： 谷畑孝   | 日本維新會兩院議員総会長 2012年 - 2014年 | 繼任： 谷畑孝            |
| 議會席位        |                                          |                          |
| 前任： 坂井隆憲 | 衆議院厚生労働委員長 2003年              | 繼任： 衛藤晟一          |
| 前任： 古賀正浩 | 衆議院商工委員長 1999年 - 2000年         | 繼任： 古屋圭司          |
| 官衔            |                                          |                          |
| 前任： 谷垣禎一 | 国土交通大臣 第10代：2008年              | 繼任： 金子一義          |
| 前任： 谷垣禎一 | 文部科学大臣 第5・6代：2004年 - 2005年   | 繼任： 小坂憲次          |
| 前任： 新設     | 經濟產業副大臣 2001年                    | 繼任： 古屋圭司 松田岩夫 |